# Гома
Гома́ (фр. Goma) — конголезский город на границе с Руандой, административный центр провинции Северное Киву.

## География
Расположен на берегу озера Киву, вблизи руандийского города Гисеньи, на высоте 1499 м над уровнем моря. Примерно в 15 км к северу от города находится действующий вулкан Ньирагонго. Имеется аэропорт Гома. Центр Гомы расположен всего в 1 км от границы с Руандой и в 3,5 км от центра Гисеньи.

## Население
В 2010 году население города по оценкам составляло 377 112 человек. В связи с геноцидом в Руанде в 1994 году Гома испытала наплыв беженцев.

## История
- 1998 — именно в Гоме началась Великая африканская война, которую спровоцировал августовский мятеж тутси.
- 1999, май — налёт правительственной авиации на Гому как на опорный пункт повстанцев РКД[3].
- 2002, 17 января — извержение вулкана Ньирагонго.
- 2008, октябрь — ноябрь — Битва за Гому: сражение между повстанцами-тутси (Лоран Нкунда) и конголезскими правительственными войсками, поддержанными войсками ООН.
- 2012, 20 ноября — город был захвачен повстанцами М23[4].
- 2013, 4 марта — Самолёт Fokker 50 потерпел крушение при заходе на посадку в аэропорту Гома. Из 40 человек, находившихся на борту самолёта, 36 погибли; четверо были доставлены в городскую больницу. По предварительным данным, причиной крушения стали неблагоприятные погодные условия. В момент авиакатастрофы над Гомой шел сильнейший ливень. Самолёт не дотянул до взлётно-посадочной полосы местного аэродрома около 7 километров и рухнул в самом центре города. В результате катастрофы никто на земле не пострадал[5].
- 2021, 23 февраля — посол Италии в ДР Конго Лука Аттаназио скончался в Гоме от полученных при попытке похищения ранений.
- 2021, 22 мая — извержение вулкана Ньирагонго.
- 2025, 27 января — город захвачен повстанцами М23.